# Eddy Viator
Pour les articles homonymes, voir Viator.
Eddy Viator est un footballeur français né le 2 juin 1982 à Colombes. 
Il participe à la Gold Cup 2009 et 2011 avec la Guadeloupe.

## Biographie
Il se révèle comme défenseur central à Châteauroux. Avec cette équipe, il est finaliste de la Coupe de France en 2004. 
Il joue à partir depuis juillet 2007 à Grenade. En juin 2008, il résilie son contrat avec Grenade et s'engage, dans la foulée, avec l'Amiens SC le 7 juillet 2008 pour une durée de deux saisons.
Après un essai avec l'Impact de Montréal, il signe au Toronto FC en MLS.

## Carrière de joueur
- 2002-jan. 2008 : LB Châteauroux  France
- jan. 2008-juin 2008 : Granada 74 CF  Espagne
- 2008-2010 : Amiens SC  France
- formé au SO Châtellerault[1],[2]

## Palmarès
- Finaliste de la Coupe de France en 2004 avec La Berrichonne de Châteauroux
- Quart de Finaliste de la Gold Cup en 2009 avec l'équipe de Guadeloupe